# DmC：惡魔獵人
《DmC：惡魔獵人》（英語：DmC: Devil May Cry）是一款由忍者理論公司開發、卡普空公司發行的動作遊戲，平台為PlayStation 3、Xbox 360和Windows。本作是惡魔獵人系列中第一個不是由卡普空開發的遊戲。另一轉變是由於三所開發公司的合併使得本作的核心開發由忍者理論負責。
2014年12月，卡普空宣布本作与《鬼泣4》将陆续在PlayStation 4和Xbox One上发行高清复刻版，复刻版将包含所有游戏的追加下载内容及若干新内容，并以1080P的全高清分辨率和每秒60帧的速率运行。《DmC：鬼泣 决定版》于2015年3月17日发售。

## 故事大綱
故事設定在一個由惡魔統治的城市中，不在鬼泣系列的正统劇情內。
描述主角但丁，一位惡魔與天使的混血之子，在偶然的情況下被少女凱特（Kat）協助，擺脫惡魔的追殺，並與自己的兄長維吉爾（Vergil）相遇，在發掘自己的過去的同時也協助維吉爾反抗惡魔的勢力，逐漸揭開惡魔控制人類的陰謀，穿梭人間與地狱（Limbo），利用惡魔與天使的力量血戰地獄的勢力。

## 开发歷史
2010年9月，《DmC：惡魔獵人》由卡普空在東京電玩展的新聞發布會上正式公布，全新一代鬼泣遊戲將由英国游戏工作室忍者理論開發。遊戲將放弃卡普空自家开发并用于前作《惡魔獵人4》上的MT Framework引擎转而采用虛幻引擎3(Unreal Engine 3)。这也证实了此前游戏杂志《Game Informer》5月时曾刊登过的一条流言：第5款《惡魔獵人》系列作品将交由忍者理論開發。
2011年在E3电玩展中，忍者理論播放一條遊戲中的預告片。
2011年11月，本作發佈了完整的預告片和新美術設定。

## 追加下载内容
《维吉尔的陨落》作为《DmC：鬼泣》的追加下载内容（DLC）发布。剧情紧接續游戏本篇的结局。

## 游戏评价
由於本作是惡魔獵人的系列重啟，主角但丁的新造型引起的評價相當兩極，死忠的惡魔獵人粉絲大多排斥新的但丁，但也以不少人反而成為全新惡魔獵人的粉絲，即使這不是大家以往熟悉的惡魔獵人，但卻是非常出色的遊戲，令人驚豔的場景設計，完整的故事劇情，容易上手的戰鬥系統，令這款遊戲有著相當高的評價。即使收到許多以往惡魔獵人粉絲的憤怒信和極大的爭議性，IGN還是給《DmC：惡魔獵人》8.9分，並評比為Great（出色）。

## 外部連結
- 《DmC：惡魔獵人》官方網站（页面存档备份，存于）（日語）
- 《DmC：惡魔獵人》官方網站（页面存档备份，存于）（英文）
- DmC：惡魔獵人的X（前Twitter）（日語）
- DmC：惡魔獵人的X（前Twitter）（英文）
- 《DmC：惡魔獵人》（页面存档备份，存于）在中电博亚的页面（简体中文）